# 苗1線
苗1線 誠仁橋－照南，是位於苗栗縣的一條鄉道，苗栗縣竹南鎮誠仁橋，南至苗栗縣竹南鎮照南，全長8.323公里。

## 路線說明
苗栗縣
- 竹南鎮：誠仁橋（起點， 台13線岔路）→ 南港街 → 西濱公路（ 台61線共線） → 天祥街 → 光復路 → 照南（終點，民安街岔路）

## 歷史沿革
| 苗1線歷史沿革 | 苗1線歷史沿革                                                 | 苗1線歷史沿革                         |
| 年代          | 本編號沿革                                                    | 本路線沿革                            |
| ------------- | ------------------------------------------------------------- | ------------------------------------- |
| 1961年        | 崎頂－大埔間6.063km，有支線（苗1-1線，中埔－竹篙厝間0.320Km） | 非鄉道系統。                          |
| 1976年        | 延長為崎頂－頂埔間6.509km，苗1-1線解編                        | 非鄉道系統。                          |
| 1983年        | 原苗1線多數改為苗2線後解編                                    | 編為苗市1線                           |
| 2007年        | 新竹市內鄉道全數解編，本線改為苗1線。                         | 新竹市內鄉道全數解編，本線改為苗1線。 |

## 交會公路
- 台13線
- 台61線（共線）